# Carsten Rothenbach
Carsten Rothenbach (Heidelberg, 3 settembre 1980) è un ex calciatore tedesco, di ruolo difensore, direttore sportivo del St. Pauli II e assistente dell'amministrazione del St. Pauli.